# Beaufortovo morje
Beaufortovo morje (angleško Beaufort Sea) je robno morje Arktičnega oceana, ki se razteza severno od ameriške zvezne države Aljaska ter Jukona in Severozahodnih teritorijev v Kanadi. Na vzhodu meji na Amundsenov zaliv, McClurejev preliv in Banksov otok, medtem ko se na svoji severni meji razteza do Otoka princa Patricka. Na zahodu meji na Čukotsko morje, pri čemer se ta meja razteza od rta Point Barrow proti severu.
Za Beaufortovo morje je značilen Beaufortov vrtinec, ki je eden od dveh glavnih ledenih tokov v Arktičnem oceanu. V njem pride do potiskanja plavajočega ledu v velik krožni tok. Plavajoči led se v vrtincu zadržuje več let in ob tem postaja debelejši. V zadnjih letih se je prisotnost večletnega ledu, debeline več metrov, močno zmanjšala zaradi vpliva segrevanja Arktike.
Beaufortovo morje, ki je bilo imenovano po Francisu Beaufortu, obsega površino približno 476.000 km². Največja globina je 4683 metrov, povprečna pa 124 metrov. Mackenziejeva reka, ki je najdaljša reka v celotni Kanadi, teče vanj.
V predelih Beaufortovega morja ležijo nahajališča nafte in plina. Morska meja med Aljasko in Jukonom je predmet ozemeljskega spora med Kanado in Združenimi državami Amerike.

## Geografija in podnebje
Beaufortovo morje je zaradi hladnega podnebja večji del leta poledenelo. Zanj je značilen Beaufortov vrtinec, v katerem plavajoči led kroži več let, pri čemer pridobi trdnost in debelino. Plovba je mogoča le avgusta in septembra v ozkem priobalnem pasu, ki je bil v preteklosti širok največ sto kilometrov. V zadnjih letih se je območje, ki je proti koncu poletja brez ledu, razširilo pod vplivom podnebnih sprememb. Septembra 2012 je bila severna meja območja brez ledu več kot običajno oddaljena od celinske obale.
V Beaufortovo morje se izlivajo številne reke. Reka Kongakut na Aljaski in Firthova reka v Jukonu sta obe dolgi približno 180 kilometrov. Mackenziejeva reka v Severozahodnih teritorijih je najdaljša na celotnem ozemlju Kanade. Z vsemi pritoki je dolga 4241 kilometrov, sama pa 1650 kilometrov. Teče iz Velikega suženjskega jezera do Mackenziejeve delte v bližini vasi Tuktoyaktuk, ki je s približno 850 prebivalci eno redkih stalno naseljenih mest na obali Beaufortovega morja. Mackenziejeva delta je brez ledu že konec maja ali v začetku junija. Na aljaški obali je najbolj pomembno naselje Prudhoe Bay, v katerem živi manjše število stalnih in do nekaj tisoč začasnih prebivalcev, večinoma delavcev na tamkajšnjem nahajališču nafte.
Območje kontinentalne police je razmeroma ozko, predvsem v bližini aljaške obale in rta Point Barrow, z značilnimi podmorskimi dolinami. V bližini Mackenziejeve delte je nekoliko širše, vendar skrajni deli kontinentalne police nikjer niso oddaljeni od obale več kot približno 145 kilometrov. Globina je v priobalnem pasu večinoma manjša od 60 metrov. Odprto morje je globoko tudi nekaj kilometrov in po geoloških značilnostih bolj podobno oceanu. V priobalnem pasu obstaja več manjših otokov, med katerimi sta največja otoka Herschel in Barter, oba zahodno od Mackenziejeve delte. Mackenziejeva reka v Beaufortovo morje v vsakem letu prinese precejšnje količine sedimentnih kamnin, medtem ko so na celotnem območju kontinentalne police pogosta nahajališča gramoza in peska. Večji del obale leži znotraj območja tundre. Relief na obali je v glavnem nižinski ter v neposredni bližini Beaufortovega morja ni hribov, ki bi bili višji od približno 750 metrov. Tla so globlje od približno enega metra trajno zamrznjena.
Temperatura morja je stabilna in razdeljena v štiri globinske plasti. Temperatura površinske vode do globine 100 metrov je -1,4 °C proti koncu poletja oziroma -1,8 °C pozimi. Za drugo plast je značilen dotok vode iz Tihega oceana in Beringovega morja preko Beringovega preliva in Čukotskega morja. Ta voda je precej toplejša v primerjavi s površinsko vodo, medtem ko s podmorskimi tokovi nadaljuje svojo pot tudi do Severnega tečaja. Najtoplejša voda je v tretji plasti, kamor prihaja iz Atlantskega oceana. Temperatura morja v tretji plasti je od 0 do 1 °C. V najgloblji četrti plasti je nekoliko nižja, saj se giblje od -0,4 do -0,8 °C. Slanost je v povprečju med 28 in 32 promili, v smeri z juga proti severu. Povprečna temperatura zraka v vasi Tuktoyaktuk je -27 °C v januarju oziroma 11 °C v juliju.

## Živalstvo in rastlinstvo
Celinska obala Beaufortovega morja večinoma leži znotraj območja tundre in predstavlja južno mejo življenjskega prostora severnega medveda, medtem ko je Mackenziejeva delta pomembna za kite, morske ptice in pižmovke.
V Beaufortovem morju živi približno 80 vrst zooplanktona, več kot 70 vrst fitoplanktona in več kot 700 vrst mnogoščetincev, mahovnjakov, rakov in mehkužcev. Med pomembne ribje vrste štejejo arktična trska, postrvi, ozimice, pacifiški sled in druge.
V vzhodnih predelih Beaufortovega morja živijo beluge. Gre za stabilno populacijo, ki šteje približno 39.000 živali, mogoče pa se celo povečuje. Beluge poleti priplavajo do Mackenziejeve delte, ki je v tem času brez ledu, medtem ko se pozimi v globinah selijo na velikih razdaljah. Najbolj razširjeni vrsti tjulnja sta brkati in kolobarjasti.

## Galerija
- Spomladansko tajanje ledu v Beaufortovem morju
- Jugovzhod Beaufortovega morja junija 2010
- Mackenziejeva delta julija 2017
- Morski led aprila 2018
- Severni medved na plavajočem ledu v bližini aljaške obale
- Vas Tuktoyaktuk avgusta 2013
- Severni medved na otoku Barter